# Bảo tàng Ô tô ở Gostyń
Bảo tàng Ô tô ở Gostyń (tiếng Ba Lan: Auto-Muzeum w Gostyniu) là một bảo tàng tư nhân thuộc sở hữu của Jan và Maciej Peda, tọa lạc tại số 202 Phố Górna, Gostyń, Ba Lan.

## Lược sử hình thành

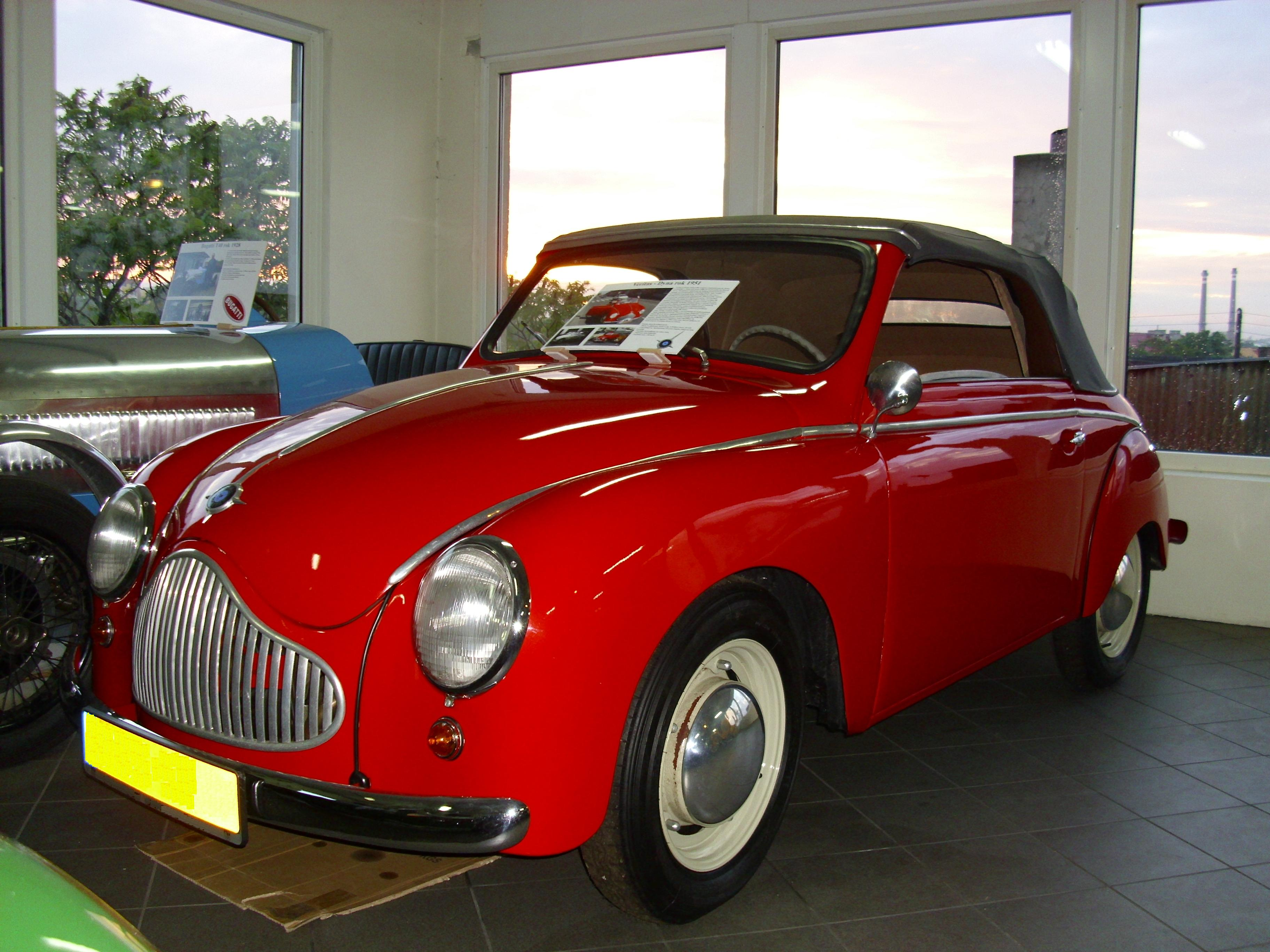
Dyna-Veritas 1951

Các chủ sở hữu của Bảo tàng bắt đầu sưu tập từ thập niên 1960. Do quy mô của bộ sưu tập mở rộng, một hội trường dành cho Bảo tàng đã được xây dựng vào thập niên 1970.

## Triển lãm

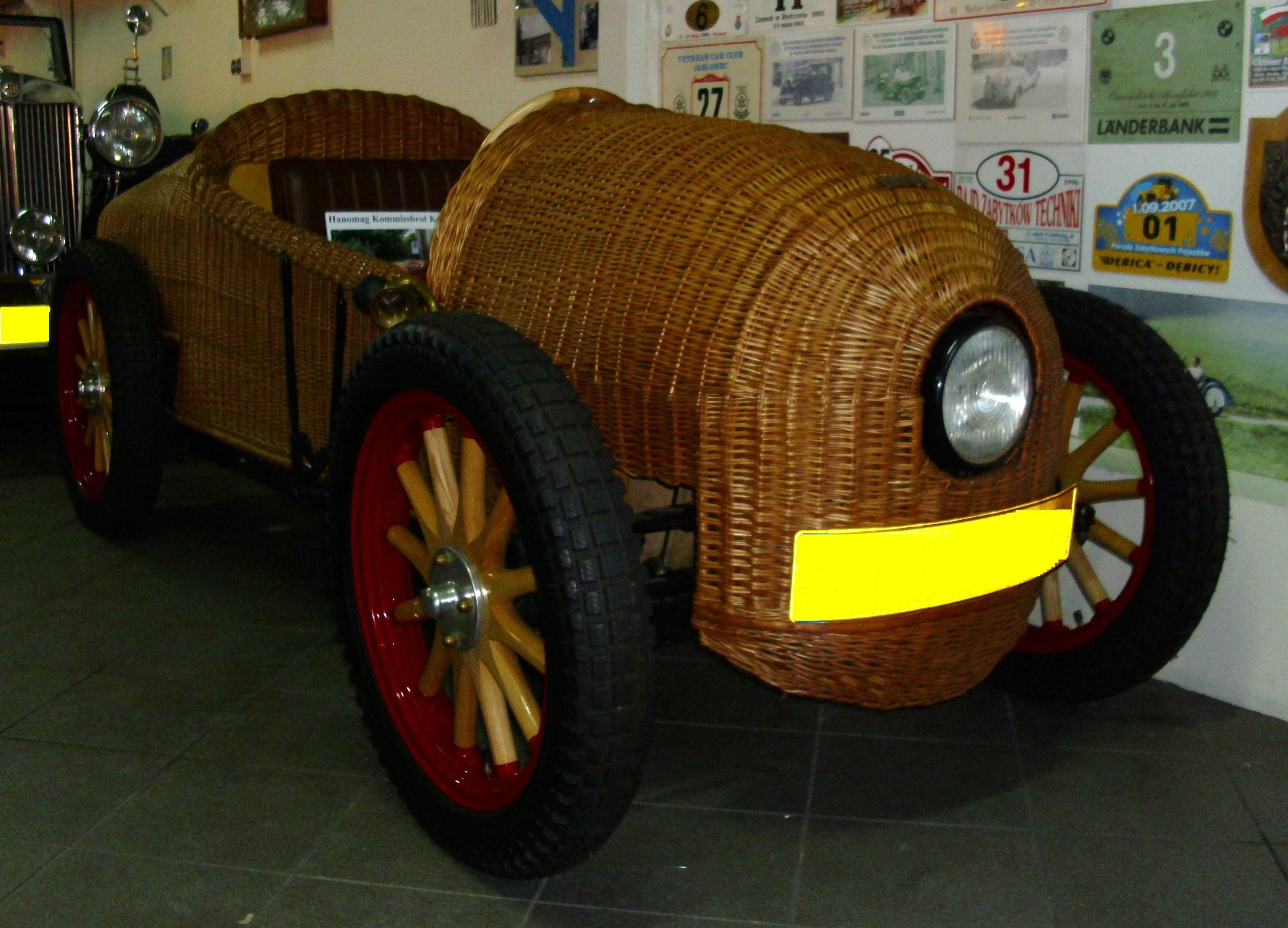
Hanomag Kommissbrot Korbwagen 1928

Bộ sưu tập của Bảo tàng Ô tô ở Gostyń hiện đang bao gồm các triển lãm sau:
- Ô tô: 
  - REO Gentelman's Roadster (1908) - một trong những chiếc xe được đăng ký lâu đời nhất ở Ba Lan
  - Lorraine-Dietrich SMHI (1913) - đại diện duy nhất còn sót lại của loại SMH
  - Bugatti T40 (1928)
  - Hanomag Kommissbrot Korbwagen (1928)
  - Studebaker Dictator Six (1928)
  - BMW 315/1 Sport (1934)
  - MG TA (1937) và WA Tickford Drophead (1939)
  - Dyna-Veritas (1951)
  - Maserati 3500 GTI (1963)
  - Oldsmobile Cutlass Supreme (1979)
  - Các triển lãm được dựng lại: Willys-Overland (1919), Lancia Aprilia (1940)
- Các hiện vật khác được trưng bày trong Bảo tàng:
  - Đầu máy hơi nước khổ hẹp Px48
  - Đầu máy hơi nước Ruston, Proctor & Co. (1898)
  - Con lăn hơi nước "Mikołów" (1948)
  - Máy kéo Lanz 12 PS loại HL (1921)
  - Động cơ máy bay: Junkers Jumo 211, PZL WN-3
  - Các bộ phận của máy bay ném bom Pháo đài bay Boeing B-17

## Giờ mở cửa
Du khách có thể tham quan Bảo tàng Ô tô ở Gostyń sau khi sắp xếp trước qua điện thoại với chủ sở hữu.